# Cinq tibétains
 (avril 2017).
Si vous disposez d'ouvrages ou d'articles de référence ou si vous connaissez des sites web de qualité traitant du thème abordé ici, merci de compléter l'article en donnant les références utiles à sa vérifiabilité et en les liant à la section « Notes et références ».
Les cinq tibétains est une compilation de cinq exercices de yoga. Selon les ouvrages qui les présentent, la pratique régulière des cinq tibétains soulagerait la tension musculaire et dissiperait le stress, elle améliorerait la respiration et la digestion, profiterait au système cardio-vasculaire et procurerait une détente et un bien-être profonds. Ces exercices seraient particulièrement adaptés pour ceux qui n'ont pas le temps de pratiquer un sport et seraient à la portée de tout le monde, quels que soient l'âge ou la condition physique.

## Origine
Ces cinq rites proviendraient de monastères retirés de l'Himalaya, gardés secrets jusque dans les années 1930, ils ont été présentés au monde occidental par Peter Kelder.  

### La pratique
Ces rites peuvent être pratiqués matin ou soir, ou matin et soir, de trois fois à vingt et une fois chacun. Prendre conscience de sa respiration tout au long des exercices renforce les bénéfices de la pratique et amène la sérénité au fur et à mesure des pratiques. 
Il est conseillé, pendant les premières semaines, de ne pratiquer que le matin pour éviter de ne pas pouvoir s'endormir.
Un autre conseil consiste à commencer par trois répétitions, et d'ajouter deux répétitions supplémentaires par semaine, pour arriver à exécuter 21 répétitions de chaque rite, au bout de dix semaines.

### Premier rite: Le derviche tourneur

Premier rite

Il a pour but d' « augmenter la vitesse de l'énergie du corps, améliorer l’équilibre et évacuer l’énergie négative » [réf. nécessaire]. Il s'agit, pour cela, de se tenir debout en tendant les bras horizontalement dans le prolongement des épaules, puis de tourner sur soi dans le sens des aiguilles d'une montre jusqu'à avoir une sensation de léger vertige. Au début, un adulte normal sera capable de tourner environ une demi-douzaine de fois avant de commencer à ressentir une sensation de vertige qui lui donnera envie de s'asseoir ou de s'allonger, et c'est exactement ce qu'il faut faire après cet exercice. 

### Deuxième rite: Les pieds au mur

Deuxième rite

Dans ce rite, il s'agit simplement de s'allonger sur le dos, sur le plancher ou sur un lit. Les mains sont placées de chaque côté du corps, paumes à plat contre le sol, chaque main étant légèrement tournée en direction de l'autre. On soulève la tête et les jambes tendues jusqu'à la verticale. Si possible, on poursuit le mouvement en direction de la tête, toujours sans plier les genoux, puis on redescend lentement les jambes tendues et la tête vers le sol et l'on se détend quelques instants avant de recommencer. 
Ce rite renforce les abdominaux et le cou, « stimule le centre énergétique » du plexus solaire et tonifie le pancréas et la thyroïde [réf. nécessaire]. Le bas du dos doit impérativement rester collé au sol même si on n'arrive pas à mettre les jambes d'équerre (sinon il y a risque de douleurs lombaires).

### Troisième rite

Troisième rite

Le troisième rite doit être effectué directement après le deuxième. Il s'agit de se mettre à genoux, les pieds repliés (seuls les orteils touchent le sol), en plaçant les mains à l'arrière des cuisses, puis d'incliner la tête aussi loin que possible en avant, de sorte que le menton touche la poitrine. On inspire profondément en se penchant le plus loin possible en arrière en levant la tête et en tirant le menton aussi loin que possible vers l'arrière. On se penche à nouveau vers l'avant tout en expirant et on recommence. 
Ce rite étire les fléchisseurs des hanches, les abdominaux et le cou, « amène l'énergie du plexus solaire vers le cœur et tonifie le thymus, la thyroïde et les surrénales » [réf. nécessaire].

### Quatrième rite

Quatrième rite

Le quatrième exercice est un peu plus difficile à exécuter. Il s'agit de s'asseoir au sol avec les jambes tendues, puis de placer les bras le long du corps en appuyant les mains sur le sol. Tout en inspirant, on lève le corps en pliant les genoux de sorte que les jambes et les bras soient à la verticale. Le reste du corps, des genoux aux épaules, se trouvera à l'horizontale. Il faut mettre le menton bien en contact avec la poitrine, puis, avant de lever le corps à l'horizontale, laisser tranquillement descendre la tête vers l'arrière aussi loin que possible. On revient ensuite à la position assise tout en expirant et on se relaxe quelques instants avant de répéter le rite. Dans la position horizontale, chaque muscle du corps est contracté légèrement ce qui permet de stimuler les centres énergétiques. 
Ce rite renforce les épaules, le bas du dos et les fessiers, « stimule les centres énergétiques » de la racine et du nombril, tonifie le thymus, la thyroïde et les surrénales [réf. nécessaire].

### Cinquième rite

Cinquième rite

La meilleure façon d'accomplir ce rite est de placer les mains sur le sol à une distance d'environ 60 cm, puis de tendre les jambes avec les pieds écartés également d'environ 60 cm, seuls les orteils touchent le sol, tête en arrière. Tout en inspirant on lève les hanches aussi haut que possible en s'appuyant sur les orteils et sur les mains, le menton en contact avec la poitrine, puis tout en expirant on laisse le corps revenir tranquillement à la position de départ, en remontant la tête et en la poussant vers l'arrière aussi loin que possible. Après quelques semaines, lorsque cet exercice est devenu facile à exécuter, on laissera le corps redescendre vers le bas sans toucher le sol. Ainsi, les muscles seront mis sous tension lorsque le corps est tendu vers le haut et, à nouveau, lorsqu'il est tendu vers le bas. En un peu plus d'une semaine, ce rite peut être pratiqué facilement par la plupart des gens. 
Ce rite renforce les épaules, étire l’arrière des jambes, « accélère tous les vortex d’énergie », tonifie le thymus, la thyroïde et les surrénales [réf. nécessaire].